# 吉祥院天満宮
吉祥院天満宮（きっしょういんてんまんぐう）は、京都市南区吉祥院政所町にある神社。旧社格は村社。由来によると京都市上京区の北野天満宮より早い承平4年（934年）に創建された初の天満宮である。菅原家が信仰する吉祥天を祀る吉祥院を邸内に建立し氏寺としており、菅原道真公生誕の地とされる（生誕の地には異説もあり、菅原道真#生涯を参照）。

## 祭神
- 主祭神 - 菅原道真公

## 歴史
菅原道真の曽祖父・土師古人（はぜのふるひと）が平安遷都に際し桓武天皇の供として入京し賜った地で、ここに邸を構えた。祖父・菅原清公の代で菅原姓へ改姓する。清公が遣唐使として唐へ向かう途上（もしくは帰国時）、嵐に遭遇しながらも吉祥天女の霊験により難を逃れたとされ、以降菅原家では吉祥天を信仰するようになった。清公が帰国後もしくは道真の父・菅原是善が、この地にあった自邸内に吉祥天を祀る堂・吉祥院を建立している。また、吉祥天の開眼供養は最澄が行ったという。この「吉祥院」が当地の地名の由来ともなっている。
菅原道真はこの地で承和12年（845年）に誕生し、18歳で転居するまでこの地で過ごしたとされる。延喜3年（903年）に道真が大宰府の地で没した後、大和国の吉野・金峯山で修行中の日蔵上人が道真の霊から誓願を受け、朱雀天皇に奏上した。すると、天皇はその怨霊鎮魂のために、勅願によって承平4年（934年）にこの地に吉祥院聖廟と社殿を建立し、道真の霊を祀った。これが当社の始まりである。そのことから北野天満宮よりも創建が古い、日本最初の天満宮であるとする。
天正18年（1590年）には豊臣秀吉に社領を没収されている。
明治時代になり、廃仏毀釈が行われる中でも吉祥天像と吉祥院は守られ、現在も神仏習合の仏堂建築のまま存在している。
また当社では、神仏習合の名残として重要無形民俗文化財の吉祥院六斎念仏が春季大祭と夏季大祭に行われている。

## 境内
- 本殿 - 菅原道真公を祀る。1953年（昭和28年）に改築する。
- 祝詞殿 - 1977年（昭和52年）建立。
- 拝殿 - 2002年（平成14年）に改築する。
- 金のなで牛くぐり牛
- 文章院 - 参集殿。2004年（平成16年）建立。
- 舞楽殿
- 胞衣塚（えなづか） - 菅原道真の臍の緒を埋めたと伝わる。
- 硯之水 - 菅原道真が少年時代、習字に使ったと伝わる。
- 鑑（かがみ）の井 - 弁財天社境内にある。菅原道真が参朝の際に顔を映したという井戸。
- 吉祥院こども園
- 社務所

## 摂末社
- 吉祥院（吉祥天女社） - 祭神：吉祥天女、菅原清公卿、菅原是善卿、観世音菩薩、薬師如来、伝教大師、孔子。嘉永3年（1850年）再建。神仏習合の名残で、仏堂建築のままである。
- 五社
  - 白太夫社 - 祭神：渡会春彦翁（わたらいはるひこ）。伊勢神宮の宮司で菅原道真の守り役を務めた。
  - 松梅社
  - 吉野社
  - 琴比羅社 - 祭神：琴比羅大神（ことひらおおかみ）。
  - 秋葉山 - 祭神：秋葉大神。
- 稲荷社 - 祭神：正一位 春房稲荷大明神。
- 弁財天社 - 境外社。道をはさんで境内のすぐ南にある。

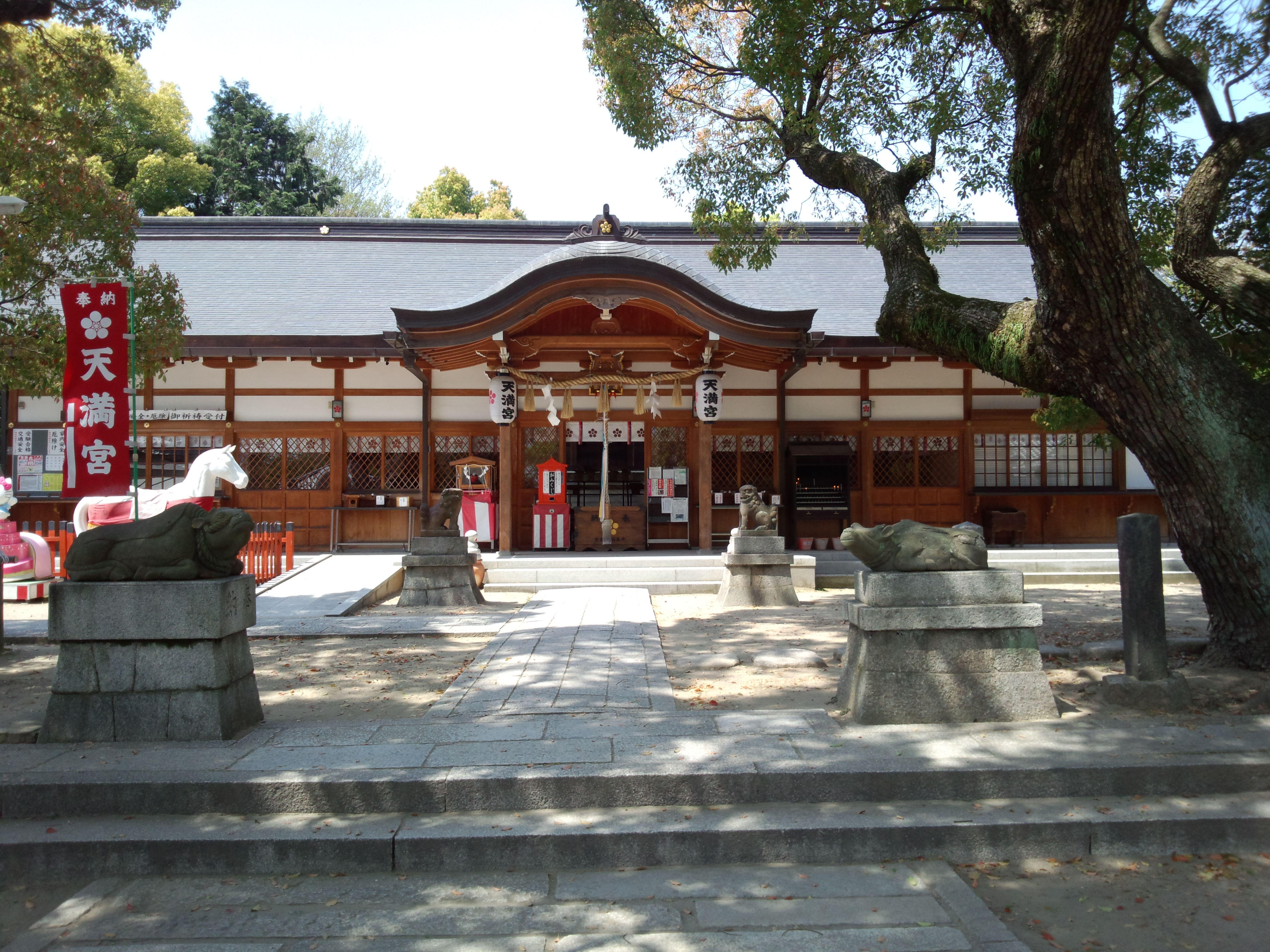
拝殿
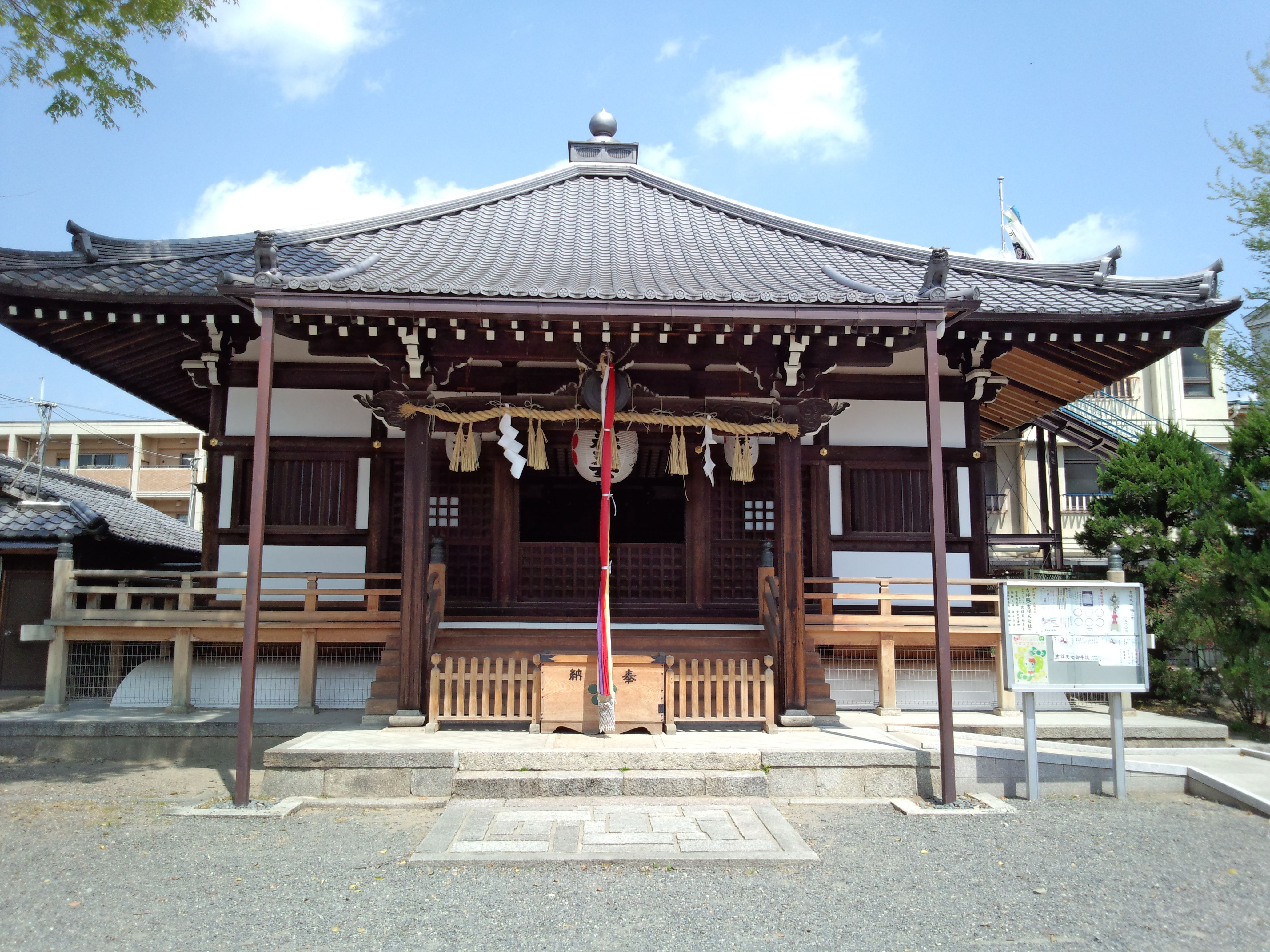
吉祥院（吉祥天女社）
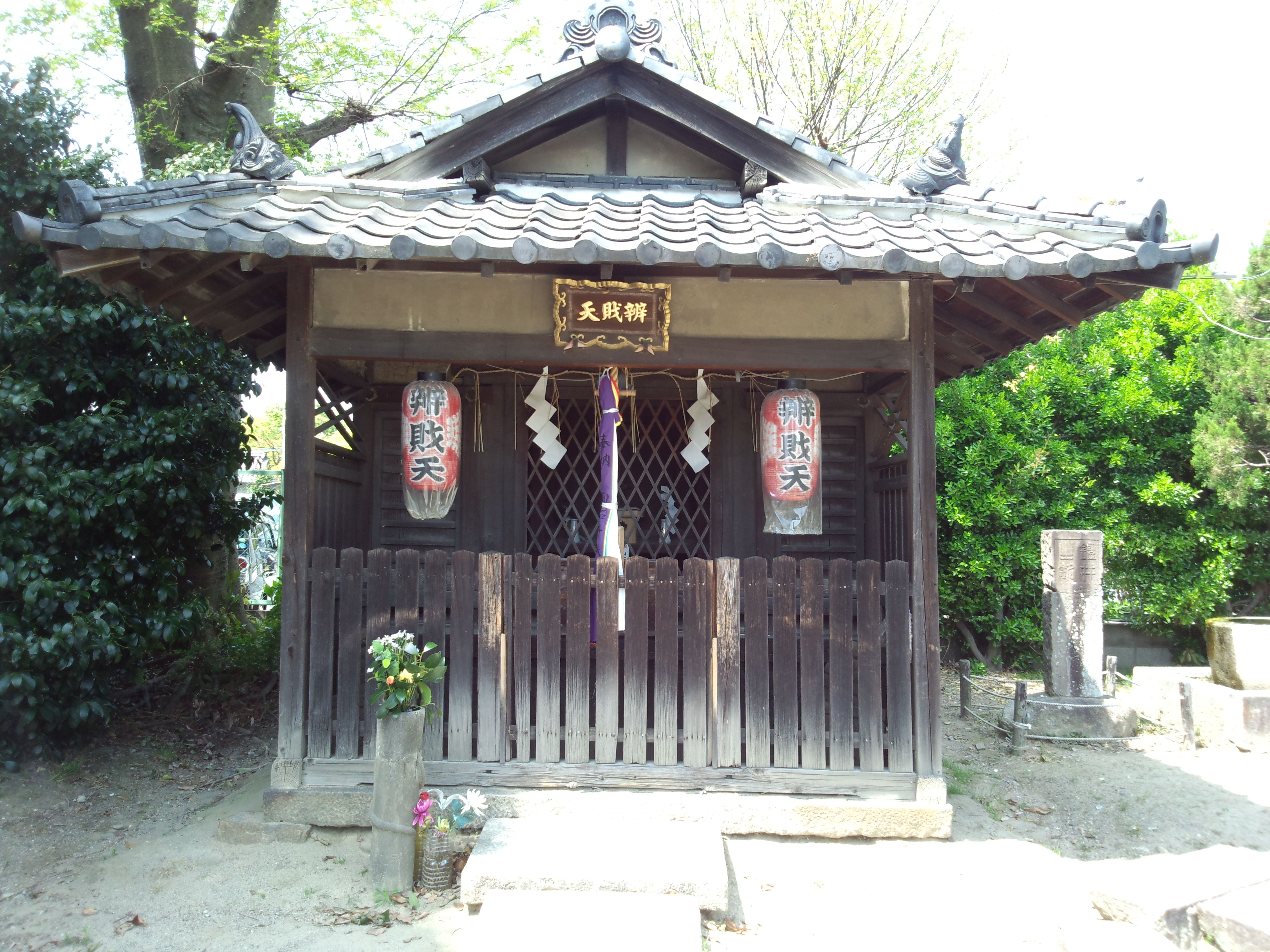
弁財天社覆屋
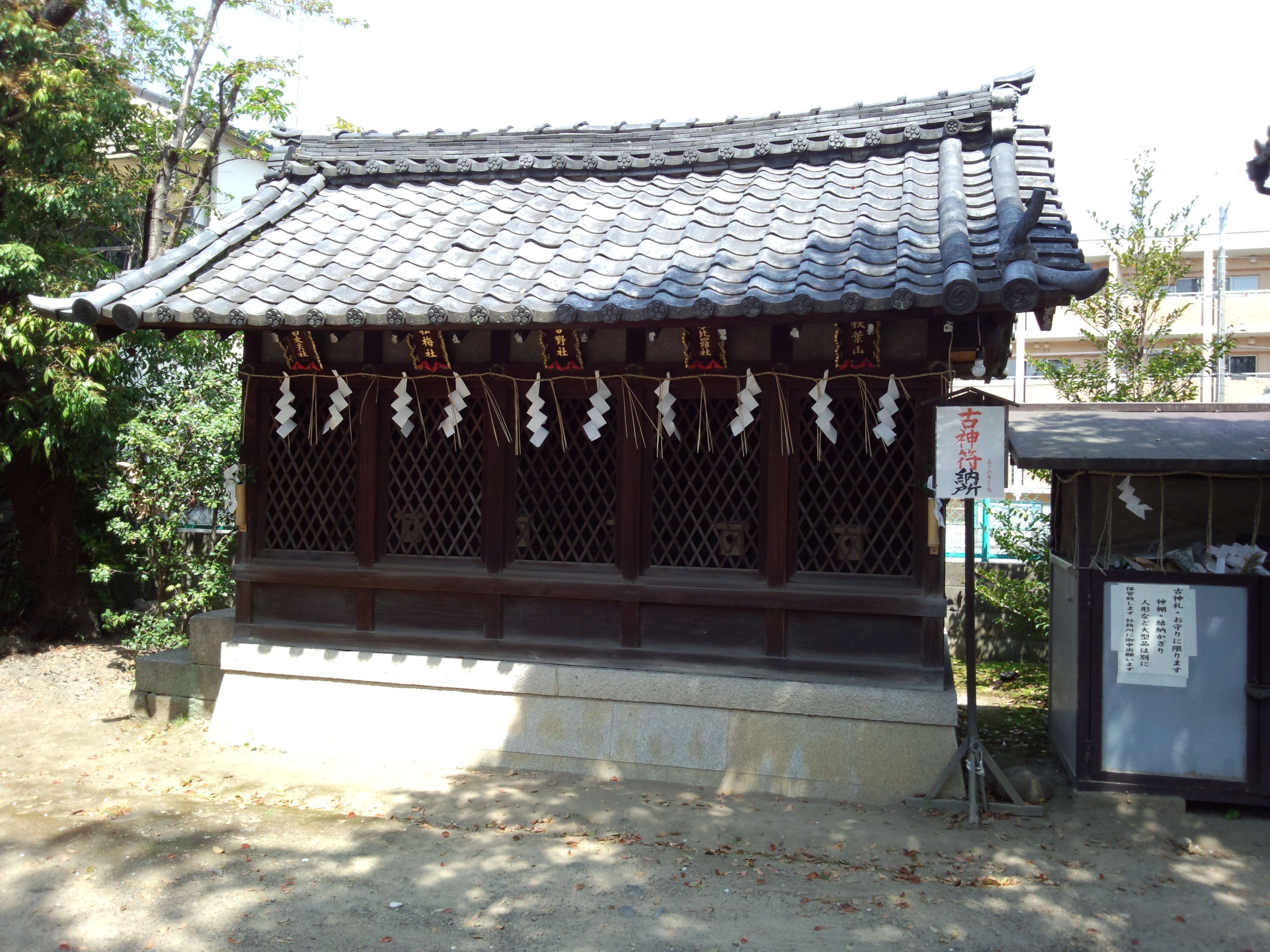
五社

## 文化財

### 重要無形民俗文化財
- 吉祥院六斎念仏 - 吉祥院六斎保存会。

## 祭事
- 1月1日 歳旦祭
- 1月15日 爆竹祭（大とんど）
- 2月3日 節分祭
- 4月25日 春季大祭（吉祥院六斎念仏）
- 6月1日 雷除祭
- 6月25日 菅公御誕辰祭
- 6月30日 夏越の大祓
- 8月25日 夏季大祭（吉祥院六斎念仏）
- 10月13日付近の日曜日 例祭（秋祭）湯立神楽・火焚神事

## 前後の札所
菅公聖蹟二十五拝
3 菅大臣神社　-　4 吉祥院天満宮　-　5 長岡天満宮

## 現地情報
所在地
- 京都府京都市南区吉祥院政所町3

交通アクセス
- 最寄バス停：京都市バス バス停「吉祥院天満宮前」すぐ
- 最寄駅：JR京都線西大路駅下車後、徒歩約15分